# Седжон (місто)
Седжон (ханг.: 세종, МФА: [se̞.dʑoŋ]), офіційно місто з особливою автономією Седжон (кор. 세종특별자치시) — новозбудоване місто Південної Кореї у 120 кілометрах від Сеула з особливою автономією.

## Історія
Рішення про створення міста Седжон було прийнято в 2007 році. Новий проєкт виник після невдалого плану колишнього президента Но Му Хена перемістити столицю держави на територію місцевого регіону. Нове місто було назване на честь Седжона Великого — четвертого короля династії Чосон і творця корейської азбуки хангиль. 
Закладка першого каменя в будівництво нової корейської столиці відбулася в липні 2007 року. Будівництво обійшлося в 22,5 трильйонів корейських вон (близько $ 10,9 млрд.). До 2014 року в Седжонг повинні були переїхати 16 міністерств і відомств, а також 20 державних установ, в яких мало працювати понад 10 000 людей. Повністю адміністративний центр буде введено в дію в 2030 році.
2 липня 2012 року в Південній Кореї було відкрито місто Седжонг – нову адміністративну столицю держави.